# ویلی مسنر
ویلی مسنر (به انگلیسی: Willi Messner) (زادهٔ ۱۴ مارس ۱۹۴۰) شناگر اهل آلمان است.